# Národní parky v Itálii

Mapa národních parků v Itálii

Národní parky v Itálii. V Itálii se nachází 24 národních parků. Jako první byl vyhlášen Národní park Gran Paradiso v roce 1922, nejmladší je Národní park Appennino Lucano – Val d'Agri – Lagonegrese z roku 2008. Celkem parky zaujímají plochu 15 000 km², což tvoří 5 % území Itálie. Největším italským národním parkem je Pollino (1 926 km²).

## Národní parky
| Fotografie | Název                                          | Region                            | Rozloha           | Založení |
| ---------- | ---------------------------------------------- | --------------------------------- | ----------------- | -------- |
|            | Abruzzo, Lazio a Molise                        | Abruzzo, Lazio, Molise            | 496,8 km2         | 1922     |
|            | Alta Murgia                                    | Apulie                            | 680,3 km2         | 2004     |
|            | Appennino Lucano - Val d'Agri                  | Basilicata                        | 690 km2           | 2008     |
|            | Appennino Tosco-Emiliano                       | Emilia-Romagna, Toskánsko         | 228 km2           | 2001     |
|            | Arcipelago di La Maddalena                     | Sardinie                          | 201,5 km2         | 1994     |
|            | Arcipelago Toscano                             | Toskánsko                         | 168,6 + 567,7 km2 | 1996     |
|            | Asinara                                        | Sardinie                          | 52 km2            | 1997     |
|            | Aspromonte                                     | Kalábrie                          | 641,5 km2         | 1989     |
|            | Cilento, Vallo di Diano a Alburni              | Kampánie                          | 1 811 km2         | 1991     |
|            | Cinque Terre                                   | Ligurie                           | 38,6 km2          | 1999     |
|            | Circeo                                         | Lazio                             | 56 km2            | 1934     |
|            | Dolomiti Bellunesi                             | Benátsko                          | 150 km2           | 1988     |
|            | Foreste Casentinesi, Monte Falterona, Campigna | Emilia-Romagna, Toskánsko         | 368 km2           | 1993     |
|            | Gargano                                        | Apulie                            | 1 181 km2         | 1991     |
|            | Gennargentu                                    | Sardinie                          | 739,4 km2         | 1998     |
|            | Gran Paradiso                                  | Piemont, Údolí Aosty              | 710,4 km2         | 1922     |
|            | Gran Sasso e Monti della Laga                  | Abruzzo, Lazio, Marche            | 1 413 km2         | 1991     |
|            | Majella                                        | Abruzzo                           | 741 km2           | 1991     |
|            | Monti Sibillini                                | Marche, Umbrie                    | 697 km2           | 1993     |
|            | Pollino                                        | Basilicata, Kalábrie              | 1 926 km2         | 1993     |
|            | Sila                                           | Kalábrie                          | 737 km2           | 2002     |
|            | Stelvio                                        | Lombardie, Tridentsko-Horní Adiže | 1 307 km2         | 1935     |
|            | Val Grande                                     | Piemont                           | 146 km2           | 1992     |
|            | Vesuv                                          | Kampánie                          | 72,6 km2          | 1991     |